# Oreneta eriçada meridional
L'oreneta eriçada meridional (Stelgidopteryx ruficollis) és una espècie d'ocell de la família dels hirundínids (Hirundinidae). Es troba a l'Argentina, Bolivia, Brasil, Colombia, Costa Rica, Equador, Guaiana Francesa, Guyana, Hondures, Nicaragua, Panamà, Paraguai, Perú, Surinam, Trinitat i Tobago i Veneçuela. El seu hàbitat natural principal són els matollars (humids) i els herbassars (secs) tropicals i subtropicals. També se la troba en boscos tropicals i subtropicals de frondoses humits de les terres baixes, cursos d'aigua i àrees forestals degradades. El seu estat de conservació es considera de risc mínim.